# Le Cabotin
Pour plus de détails, voir Fiche technique et Distribution.
Le Cabotin (titre original : The Entertainer) est un film britannique réalisé par Tony Richardson, sorti en 1960.
Le film est basé sur la pièce éponyme de John Osborne et a pour vedette Laurence Olivier.

## Synopsis
Un artiste de music hall de second plan tente de sauvegarder sa carrière alors que sa vie part en morceaux.

## Fiche technique
- Titre original : The Entertainer
- Réalisation : Tony Richardson, assisté de Peter Yates
- Production : Harry Saltzman et John Croydon pour Woodfall Film Productions
- Distribution : British Lion Films
- Scénario : Nigel Kneale et John Osborne, d'après sa pièce
- Photographie : Oswald Morris, assisté de Denys Coop (cadreur)
- Musique : John Addison
- Montage : Alan Osbiston
- Décors : Ralph W. Brinton
- Costumes : Jocelyn Rickards
- Pays d'origine : Royaume-Uni
- Langue : anglais
- Format : Noir et Blanc - 1,66:1 - Mono
- Genre : Drame
- Durée : 96 minutes, 105 minutes (USA)
- Date de sortie : 25 juillet 1960
  - 25 juillet 1960  Royaume-Uni (Londres)
  - 3 octobre 1960  États-Unis (New York)
  - 9 février 1961  Allemagne de l'Ouest

## Distribution
- Laurence Olivier : Archie Rice
- Brenda De Banzie : Phoebe Rice
- Roger Livesey : Billy Rice
- Joan Plowright : Jean Rice
- Alan Bates : Frank Rice
- Daniel Massey : Graham
- Albert Finney : Mick Rice
- Shirley Anne Field : Tina Lapford
- Thora Hird : Mme Ada Lapford
- Miriam Karlin : une soubrette

## Récompenses
- Une nomination à l'Oscar du meilleur acteur pour Laurence Olivier.